# Эмбиент-блэк-метал
Эмбиент-блэк-метал — разновидность блэк-метала. Звучание отличается использованием монотонных гитарных риффов, зацикленных медленных партий синтезаторов, и тихих, приглушенных ударных, которые «имитируют метроном».
Граница между эмбиент- и атмосферик-блэк-металом размыта. Часто в эмбиент-блэк-метале более распространены синтезаторы, используются звуки природы, менее выражен вокал. Отдельные композиции редко продолжаются менее 5 минут, один альбом на менее 10 треков может длиться минимум час. Тематика текстов, как и в атмосферик-блэке — природа или философия.

## Истоки
Эмбиент-блэк-метал возник на пересечении атмосферик-блэк-метала и эмбиента в середине 1990-х годов. Его истоки связаны с использованием синтезаторов и медленных, повторяющихся музыкальных структур, характерных для эмбиента, в сочетании с мрачной и агрессивной эстетикой блэк-метала.
Одним из первых примеров жанра стал альбом Hvis Lyset Tar Oss (1994) норвежского проекта Burzum, в котором традиционные элементы блэк-метала были дополнены минималистичными и медитативными синтезаторными партиями. Эту тенденцию продолжил альбом Filosofem (1996) того же исполнителя, где эмбиентные элементы стали играть доминирующую роль.
Развитие жанра происходило в рамках североевропейской блэк-метал-сцены, однако со временем его влияние распространилось на другие регионы, включая Центральную Европу, Россию и Северную Америку. Эмбиент-блэк-метал стал основой для создания музыкальных проектов, которые интегрировали природные и философские темы в свои произведения, что стало отличительной чертой жанра.

## Тематика и философия
Эмбиент-блэк-метал уделяет особое внимание темам природы, уединения и экзистенциальной философии. Лирика и звуковые образы часто отсылают к мистицизму, мифологии и внутренним поискам.

## Влияние
Эмбиент-блэк-метал оказал существенное влияние на развитие экспериментальных направлений в экстремальной музыке. Жанр способствовал расширению границ блэк-метала, интегрируя элементы эмбиента, дарк-эмбиента и минимализма, что позволило создать более многослойные и атмосферные звуковые полотна.
Наиболее заметное влияние эмбиент-блэк-метала прослеживается в формировании таких жанров, как атмосферик-блэк-метал и дарк-эмбиент. Музыканты, работающие в этих направлениях, активно заимствовали характерные элементы жанра: длительные инструментальные композиции, минималистичный подход к аранжировкам и использование синтезаторов для создания мрачной атмосферы.

## Представители
- Burzum — Hvis Lyset Tar Oss (1994), Filosofem (1996)
- Paysage d’Hiver — Paysage d’Hiver (1999)
- Darkspace — Dark Space I (2003)
- Summoning — Dol Guldur (1996)
- Lustre — Night Spirit (2009)
- Elderwind — The Magic of Nature (2012)
- Caladan Brood — Echoes of Battle (2013)